# Eclissi solare del 28 maggio 1900
L'eclissi solare del 28 maggio 1900 è un evento astronomico che ha avuto luogo il suddetto giorno attorno alle ore 14.53 UTC.
L'eclissi è durata 2 minuti e 10 secondi.